# アレクサンドル・ヴェデルニコフ (バス歌手)
アレクサンドル・フィリポヴィチ・ヴェデルニコフ（露: Александр Филиппович Ведерников、Aleksandr Filippovich Vedernikov、1927年12月23日 モキノ - 2018年1月9日 モスクワ）はソビエト連邦、ロシアのオペラ歌手（バス）。ボリショイ劇場ソリスト、ソ連人民芸術家（1976年授与）、ソビエト連邦国家賞受賞者。1964年よりソビエト連邦共産党党員。同名の息子アレクサンドル・ヴェデルニコフは指揮者となりボリショイ劇場の音楽監督を務めた。

## 概要
ヴャトカ県（現在のキーロフ州）モキノ村に生まれる。1955年、モスクワ音楽院を卒業し、キーロフ歌劇場（マリインスキー劇場）のソリストとなる。1956年、ベルリンで開催されたピアニストと歌手のためのローベルト・シューマン国際コンクールに出場し優勝している。1958年にボリショイ劇場へ移り、1990年までのおよそ30年間、ソリストとして活躍した。1960年から1961年にかけては、イタリアのミラノスカラ座へ研修のため派遣されている。2006年から2009年までボリショイ劇場で歌唱指導を行い、2008年からはルースカヤ・オペラ劇場（Русская опера）の芸術監督を務めた。
ロシア・オペラの主要なバス役をレパートリーにするとともに、コンサート歌手としても活躍、特にゲオルギー・スヴィリードフの作品の積極的な紹介者であり、演奏会で取り上げるだけでなく、録音にも数多く参加している。この他、ショスタコーヴィチのオラトリオ『森の歌』は録音・映像ともに残している。ロシア民謡の歌い手としても知られる。

## 主な受賞
- 1953年：第4回世界青年学生祭典（ブカレスト）声楽コンクール 第2位
- 1956年：ピアニストと歌手のためのローベルト・シューマン国際コンクール声楽部門 第1位
- 1961年：ロシア・ソビエト連邦社会主義共和国功労芸術家
- 1967年：ロシア・ソビエト連邦社会主義共和国人民芸術家
- 1969年：ソビエト連邦国家賞
- 1971年：労働赤旗勲章
- 1976年：ソ連人民芸術家
- 1988年：人民友好勲章
- 2002年：祖国功労勲章

## 映像
- 1978年：ショスタコーヴィチ『森の歌』（スヴェトラーノフ指揮）
- 1979年：ムソルグスキー『ホヴァーンシチナ』（シモノフ指揮 イヴァン・ホヴァーンスキー公役）
- 1987年：ムソルグスキー『ボリス・ゴドゥノフ』（ラザレフ指揮 ピーメン役）

## 主な録音
オペラ録音
- 1964年：リムスキー＝コルサコフ『サトコ』（スヴェトラーノフ指揮 ノルマンの商人役）
- 1966年：ショスタコーヴィチ『カテリーナ・イズマイロヴァ』（映画、ボリス役、吹き替え）
- 1969年：ボロディン『イーゴリ公』（エルムレル指揮 コンチャーク汗役）
- 1975年：リムスキー＝コルサコフ『雪娘』（フェドセーエフ指揮 マロース翁役）
- 1977年：ダルゴムイシスキー『石の客』（エルムレル指揮 レポレッロ役）
- 1981年：ボロディン『イーゴリ公』（エルムレル指揮 ガーリチ公ウラディーミル・ヤロスラーヴィチ役）
- 1982年：プロコフィエフ『戦争と平和』（エルムレル指揮 クトゥーゾフ元帥役）
- 1983年：ダルゴムイシスキー『ルサルカ』（フェドセーエフ指揮 粉屋役）
- 1983年：リムスキー＝コルサコフ『見えざる街キーテジと聖女フェヴローニヤの物語』（スヴェトラーノフ指揮 ユーリー・フセヴォロドヴィチ公役）
- 1983年：ムソルグスキー『ボリス・ゴドゥノフ』（フェドセーエフ指揮 タイトル・ロール）
- 1986年：チャイコフスキー『エフゲニー・オネーギン』（フェドセーエフ指揮 グレーミン公爵役）
- 1989年：チャイコフスキー『スペードの女王』（フェドセーエフ指揮 スーリン役）

その他録音
- 1968年：スヴィリードフ『悲愴オラトリオ』（コンドラシン指揮）
- 1980年：スヴィリードフ『プーシキンの花輪』（ミーニン指揮モスクワ室内合唱団）
- 1991年：ショスタコーヴィチ『森の歌』（フェドセーエフ指揮）
- 年不詳：スヴィリードフ - 歌曲集（作曲者ピアノ伴奏）